# Л'Амеля-да-Мар
Л'Аме́ля-да-Мар (кат. l'Ametlla de Mar, вимова літературною каталанською [łəm:έʎ:ə də maɾ]) — муніципалітет, розташований в Автономній області Каталонія, в Іспанії. Код муніципалітету за номенклатурою Інституту статистики Каталонії — 430136. Знаходиться у районі (кумарці) Баш-Ебра (коди району — 09 та BB) провінції Таррагона, згідно з новою адміністративною реформою перебуватиме у складі Ебрської баґарії (округи).

## Назва муніципалітету
Назва муніципалітету походить від лат. amygdăla — «мигдаль» за ланцюжком «amyndŭla > amenla > amel·la (=ametla) > ametlla». Муніципалітет також неофіційно називається La Cala — «затока».

## Населення
Населення міста (у 2007 р.) становить 7.071 особа (з них менше 14 років — 13,9%, від 15 до 64 — 67,8%, понад 65 років — 18,3%). У 2006 р. народжуваність склала 69 осіб, смертність — 44 особи, зареєстровано 25 шлюбів. У 2001 р. активне населення становило 2.068 осіб, з них безробітних — 178 осіб.
Серед осіб, які проживали на території міста у 2001 р., 3.796 народилися в Каталонії (з них 2.831 особа у тому самому районі, або кумарці), 664 особи приїхали з інших областей Іспанії, а 555 осіб приїхало з-за кордону.
Вищу освіту має 7,4% усього населення. 

У 2001 р. нараховувалося 1.950 домогосподарств (з них 22,6% складалися з однієї особи, 32,8% з двох осіб,20,1% з 3 осіб, 18% з 4 осіб, 4,8% з 5 осіб, 1,2% з 6 осіб, 0,4% з 7 осіб, 0,1% з 8 осіб і 0,1% з 9 і більше осіб).
Активне населення міста у 2001 р. працювало у таких сферах діяльності : у сільському господарстві — 20%, у промисловості — 8,1%, на будівництві — 14,4% і у сфері обслуговування — 57,4%.
У муніципалітеті або у власному районі (кумарці) працює 1.770 осіб, поза районом — 441 особа.

### Доходи населення
У 2002 р. доходи населення розподілялися таким чином :
| \| Доходи населення за статтями доходів \| Доходи населення за статтями доходів \| Доходи населення за статтями доходів \| \| Рік \| 2002 р. \| 2001 р. \| \| ------------------------------------ \| ------------------------------------ \| ------------------------------------ \| \| Заробітна платня \| 48,4% \| 49,6% \| \| Доходи від ведення бізнесу \| 36% \| 34,9% \| \| Соціальна допомога \| 15,5% \| 15,5% \| |         |         |
| Доходи населення за статтями доходів |         |         |
| Рік | 2002 р. | 2001 р. |
| Заробітна платня | 48,4%   | 49,6%   |
| Доходи від ведення бізнесу | 36%     | 34,9%   |
| Соціальна допомога | 15,5%   | 15,5%   |

### Безробіття
У 2007 р. нараховувалося 188 безробітних (у 2006 р. — 164 безробітних), з них чоловіки становили 41%, а жінки — 59%.

## Економіка
У 1996 р. валовий внутрішній продукт розподілявся по сферах діяльності таким чином :
| \| Валовий внутрішній продукт \| Валовий внутрішній продукт \| Валовий внутрішній продукт \| \| Рік \| 1996 р. \| 1991 р. \| \| -------------------------- \| -------------------------- \| -------------------------- \| \| Сільське господарство \| 10,3% \| 0% \| \| Промисловість \| 4,5% \| 0% \| \| Будівництво \| 13,8% \| 0% \| \| Послуги \| 71,3% \| 0% \| |         |         |
| Валовий внутрішній продукт |         |         |
| Рік | 1996 р. | 1991 р. |
| Сільське господарство | 10,3%   | 0%      |
| Промисловість | 4,5%    | 0%      |
| Будівництво | 13,8%   | 0%      |
| Послуги | 71,3%   | 0%      |

### Підприємства міста

#### Промислові підприємства
| \| Промислові підприємства міста, за сферою діяльності \| Промислові підприємства міста, за сферою діяльності \| Промислові підприємства міста, за сферою діяльності \| \| Рік \| 2002 р. \| 2001 р. \| \| --------------------------------------------------- \| --------------------------------------------------- \| --------------------------------------------------- \| \| Енергетичні та водні ресурси \| 6,9% \| 7,1% \| \| Хімія та метали \| 6,9% \| 7,1% \| \| Переробка металів \| 51,7% \| 53,6% \| \| Продукти харчування \| 13,8% \| 10,7% \| \| Текстиль \| 3,4% \| 0% \| \| Виробництво меблів, видання \| 17,2% \| 21,4% \| \| Інше \| 0% \| 0% \| \| Усього підприємств \| 29 \| 28 \| |         |         |
| Промислові підприємства міста, за сферою діяльності |         |         |
| Рік | 2002 р. | 2001 р. |
| Енергетичні та водні ресурси | 6,9%    | 7,1%    |
| Хімія та метали | 6,9%    | 7,1%    |
| Переробка металів | 51,7%   | 53,6%   |
| Продукти харчування | 13,8%   | 10,7%   |
| Текстиль | 3,4%    | 0%      |
| Виробництво меблів, видання | 17,2%   | 21,4%   |
| Інше | 0%      | 0%      |
| Усього підприємств | 29      | 28      |

#### Роздрібна торгівля
| \| Підприємства роздрібної торгівлі міста, за сферою діяльності \| Підприємства роздрібної торгівлі міста, за сферою діяльності \| Підприємства роздрібної торгівлі міста, за сферою діяльності \| \| Рік \| 2002 р. \| 2001 р. \| \| ------------------------------------------------------------ \| ------------------------------------------------------------ \| ------------------------------------------------------------ \| \| Продукти харчування \| 36,3% \| 35,7% \| \| Одяг та взуття \| 13,3% \| 12,2% \| \| Товари для дому \| 16,8% \| 19,1% \| \| Книги та періодичні видання \| 3,5% \| 3,5% \| \| Промислова хімічна продукція \| 7,1% \| 7% \| \| Продукція, пов'язана з транспортними засобами \| 2,7% \| 3,5% \| \| Інше \| 20,4% \| 19,1% \| \| Усього підприємств \| 113 \| 115 \| |         |         |
| Підприємства роздрібної торгівлі міста, за сферою діяльності |         |         |
| Рік | 2002 р. | 2001 р. |
| Продукти харчування | 36,3%   | 35,7%   |
| Одяг та взуття | 13,3%   | 12,2%   |
| Товари для дому | 16,8%   | 19,1%   |
| Книги та періодичні видання | 3,5%    | 3,5%    |
| Промислова хімічна продукція | 7,1%    | 7%      |
| Продукція, пов'язана з транспортними засобами | 2,7%    | 3,5%    |
| Інше | 20,4%   | 19,1%   |
| Усього підприємств | 113     | 115     |

#### Сфера послуг
| \| Підприємства міста, що працюють у сфері послуг, за діяльністю \| Підприємства міста, що працюють у сфері послуг, за діяльністю \| Підприємства міста, що працюють у сфері послуг, за діяльністю \| \| Рік \| 2002 р. \| 2001 р. \| \| ------------------------------------------------------------- \| ------------------------------------------------------------- \| ------------------------------------------------------------- \| \| Гуртова торгівля \| 8% \| 8,8% \| \| Готелі та готельний бізнес \| 31,1% \| 32,1% \| \| Транспорт та зв'язок \| 8,7% \| 9,9% \| \| Посередницькі фінансові послуги \| 2,4% \| 2,7% \| \| Послуги підприємствам \| 4,9% \| 5,3% \| \| Послуги фізичним особам \| 21,3% \| 20,6% \| \| Нерухомість та ін. \| 23,4% \| 20,6% \| \| Усього підприємств \| 286 \| 262 \| |         |         |
| Підприємства міста, що працюють у сфері послуг, за діяльністю |         |         |
| Рік | 2002 р. | 2001 р. |
| Гуртова торгівля | 8%      | 8,8%    |
| Готелі та готельний бізнес | 31,1%   | 32,1%   |
| Транспорт та зв'язок | 8,7%    | 9,9%    |
| Посередницькі фінансові послуги | 2,4%    | 2,7%    |
| Послуги підприємствам | 4,9%    | 5,3%    |
| Послуги фізичним особам | 21,3%   | 20,6%   |
| Нерухомість та ін. | 23,4%   | 20,6%   |
| Усього підприємств | 286     | 262     |

## Житловий фонд
У 2001 р. 9,4% усіх родин (домогосподарств) мали житло метражем до 59 м2, 41,5% — від 60 до 89 м2, 34,3% — від 90 до 119 м2 і
14,8% — понад 120 м2.

З усіх будівель у 2001 р. 50% було одноповерховими, 38,8% — двоповерховими, 6,9% — триповерховими, 2,2% — чотириповерховими, 1,7% — п'ятиповерховими, 0,4% — шестиповерховими,
0,1% — семиповерховими, 0% — з вісьмома та більше поверхами.

## Автопарк
| \| Автомобілі, зареєстровані у місті, за призначенням \| Автомобілі, зареєстровані у місті, за призначенням \| Автомобілі, зареєстровані у місті, за призначенням \| \| Рік \| 2006 р. \| 2005 р. \| \| -------------------------------------------------- \| -------------------------------------------------- \| -------------------------------------------------- \| \| Приватні автомобілі \| 63,3% \| 63,2% \| \| Мотоцикли \| 8,8% \| 8,4% \| \| Вантажівки \| 24,7% \| 25,4% \| \| Трактори \| 0,2% \| 0,2% \| \| Автобуси та ін. \| 3% \| 2,8% \| \| Усього автомобілів \| 4.710 шт. \| 4.364 шт. \| |           |           |
| Автомобілі, зареєстровані у місті, за призначенням |           |           |
| Рік | 2006 р.   | 2005 р.   |
| Приватні автомобілі | 63,3%     | 63,2%     |
| Мотоцикли | 8,8%      | 8,4%      |
| Вантажівки | 24,7%     | 25,4%     |
| Трактори | 0,2%      | 0,2%      |
| Автобуси та ін. | 3%        | 2,8%      |
| Усього автомобілів | 4.710 шт. | 4.364 шт. |

## Вживання каталанської мови
У 2001 р. каталанську мову у місті розуміли 94,9% усього населення (у 1996 р. — 96,6%), вміли говорити нею 85,6% (у 1996 р. — 91,7%), вміли читати 82,4% (у 1996 р. — 89,3%), вміли писати 72% (у 1996 р. — 79,6%). Не розуміли каталанської мови 5,1%.

## Політичні уподобання
У виборах до Парламенту Каталонії у 2006 р. взяло участь 2.496 осіб (у 2003 р. — 2.692 особи). Голоси за політичні сили розподілилися таким чином:
| \| Вибори до Парламенту Каталонії \| Вибори до Парламенту Каталонії \| Вибори до Парламенту Каталонії \| \| Рік \| 2006 р. \| 2003 р. \| \| -------------------------------------- \| ------------------------------ \| ------------------------------ \| \| Конвергенція та Єднання (CiU) \| 43,5% \| 42,4% \| \| Соціалістична партія Каталонії (PSC) \| 18% \| 18,4% \| \| Народна партія (PP) \| 9,7% \| 13,1% \| \| Ініціатива за Каталонію — Зелені (ICV) \| 5,4% \| 3,3% \| \| Республіканська лівиця Каталонії (ERC) \| 21% \| 22,4% \| \| Громадяни — Громадянська партія (C's) \| 0,8% \| 0% \| \| Інші \| 1,6% \| 0,5% \| |         |         |
| Вибори до Парламенту Каталонії |         |         |
| Рік | 2006 р. | 2003 р. |
| Конвергенція та Єднання (CiU) | 43,5%   | 42,4%   |
| Соціалістична партія Каталонії (PSC) | 18%     | 18,4%   |
| Народна партія (PP) | 9,7%    | 13,1%   |
| Ініціатива за Каталонію — Зелені (ICV) | 5,4%    | 3,3%    |
| Республіканська лівиця Каталонії (ERC) | 21%     | 22,4%   |
| Громадяни — Громадянська партія (C's) | 0,8%    | 0%      |
| Інші | 1,6%    | 0,5%    |

У муніципальних виборах у 2007 р. взяло участь 3.274 особи (у 2003 р. — 3.215 осіб). Голоси за політичні сили розподілилися таким чином:
| \| Муніципальні вибори \| Муніципальні вибори \| Муніципальні вибори \| \| Рік \| 2007 р. \| 2003 р. \| \| -------------------------------------- \| ------------------- \| ------------------- \| \| Конвергенція та Єднання (CiU) \| 48,2% \| 37,8% \| \| Соціалістична партія Каталонії (PSC) \| 18,3% \| 21,6% \| \| Народна партія (PP) \| 12,1% \| 22,8% \| \| Ініціатива за Каталонію — Зелені (ICV) \| 0% \| 0% \| \| Республіканська лівиця Каталонії (ERC) \| 21,4% \| 17,8% \| \| Громадяни — Громадянська партія (C's) \| 0% \| 0% \| \| Інші \| 0% \| 0% \| |         |         |
| Муніципальні вибори |         |         |
| Рік | 2007 р. | 2003 р. |
| Конвергенція та Єднання (CiU) | 48,2%   | 37,8%   |
| Соціалістична партія Каталонії (PSC) | 18,3%   | 21,6%   |
| Народна партія (PP) | 12,1%   | 22,8%   |
| Ініціатива за Каталонію — Зелені (ICV) | 0%      | 0%      |
| Республіканська лівиця Каталонії (ERC) | 21,4%   | 17,8%   |
| Громадяни — Громадянська партія (C's) | 0%      | 0%      |
| Інші | 0%      | 0%      |